# Grappignano
Grappignano è un'area archeologica nel comune di Collevecchio, in Italia.
Si trova su un terrazzo fluviale della valle del Tevere, sopra la zona di confluenza del torrente Aia e il fiume Treja nel Tevere. Quest'area fu abitata in maniera continuativa dal paleolitico sino al medioevo, e continuò ad essere frequentata anche successivamente come rifugio sino al secolo scorso da briganti e pastori.

## Storia

### Paleolitico
Per quanto riguarda il periodo preistorico sono stati rinvenuti reperti litici che attestano la presenza umana in tutte le fasi del Paleolitico: schegge di selce, raschiatoi, punte di lancia, con una maggiore consistenza per il Paleolitico Medio e un'area di industria litica. I reperti sono conservati nel Museo civico archeologico di Magliano Sabina.

### Età del Bronzo e del Ferro
Nell'età del Bronzo e del Ferro si attesta la presenza di nuclei tribali di cultura protovillanoviana insediatisi sui terrazzi alluvionali prospicienti la valle del Tevere e del torrente Aia, così da costituire un habitat strategico per il controllo dei canali fluviali e dei tratturi per la transumanza. Su un pianoro tufaceo di circa centocinquanta metri quadrati si trovano alcune cavità circolari, probabilmente impiegate come sede di pali lignei, ed altre più grandi, in uso certamente come cisterne e silos. Nella parte nord occidentale del pianoro sono visibili una serie di cavità circolari aperte frontalmente contenenti scorie di fusione: queste probabilmente avevano funzione di fornaci. Tutta l'area è circoscritta da incisioni verticali che interessano le parti perimetrali, così da formare una trincea di diversi metri. Questo insediamento, frequentato già dalla fine dell'età del Bronzo.

### Periodo arcaico
Nel cosiddetto periodo arcaico orientalizzante l'area indicata era compresa in una rete insediativa molto articolata che è possibile ricondurre al territorio occupato dalle tribù da fosso Campana, dove si erge la rupe tufacea che poneva il limite del pianoro del Pagus di Foglia nel comune di Magliano Sabina, il fosso di Casaglia, il torrente l'Aia e i terrazzi fluviali nella zona di Poggio Sommavilla trovando come limite sud il fiume Tevere.

Nel centro arcaico di Poggio Sommavilla, 25/30 ha circa, insediamento di cui ancora oggi non è noto il nome antico, emerge da molti reperti archeologici trovati nella necropoli e negli insediamenti, ora conservati nel Museo Civico archeologico di Magliano Sabina, nel Museo Nazionale Etrusco di Villa Giulia, al Museo civico di Rieti, al Museo nazionale di Perugia e Firenze, al Museum of Fine Arts Boston, al Museo Nazionale di Danimarca, al Louvre e in molti altri, una vera e propria produzione ceramica locale. Vi erano presenti scambi culturali, economici e sociali, principalmente attraverso il Tevere e la valle dell'Aia, con l'area Falisco, Capenate, Vejente, con cui c'era uno stretto rapporto di collegamento socio-culturale, l'area Etrusca, Volsina, Orvietana, Chiusina, attraverso la valle del Nera con l'Umbria e la Sabina interna, attraverso i valichi dei subappenninici nell'area della conca Velina, la valle del Tronto e l'area medio adriatica e Picena.

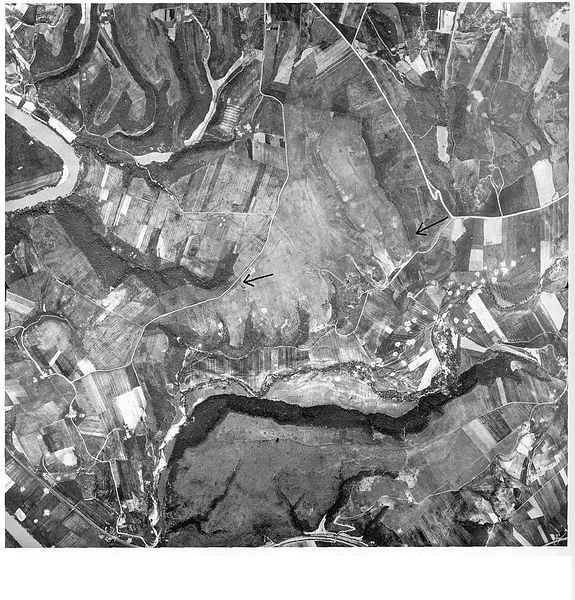
Viabilità antica, bombardamento aereo RAF Grappignano

### Periodo romano repubblicano
Dopo la conquista militare romana riconducibile al periodo medio Repubblicano e la probabile distruzione del centro arcaico di Poggio Sommavilla, si presume che in località
fontanile Madonna del Piano, dove esistono resti di una Torre di origine romana, sia sorto un campo militare romano, divenuto sede di un probabile Foro. Sorgono le villae rustiche, con il conseguente sfruttamento imposto delle materie prime e risorse umane, l'articolazione dell'assetto viario esistente e gli approdi al Tevere furono utilizzati dai romani per veicolare le merci nell'Urbe.
L'area di Grappignano era un crocevia di direttrici lungo i terrazzi fluviali del Tevere che collegavano, Il centro arcaico di Poggio Sommavilla dove ancora si possono trovare resti basolati, con quello di Foglia, e quell'asse della viabilità antica che da Forum Novum collegava attraverso la valle del torrente Aia, la viabilita Tiberina e la via Flaminia e attraverso l'antico guado del Tevere in località Colle Tondo, dove si trovano ancora resti della lastricatura della strada il Treja e l'Agro Falisco.

### Periodo romano imperiale
Con l'avvento dell'impero romano, I a.C. , l'area fu introdotta nell'ager Foronovanus elevato a Municipio, si ha la cessazione di ogni forma di produzione autonoma locale.
Sono presenti testimonianze nella zona del Sacramento tra Poggio Sommavilla e Grappignano, di una fornace per la produzione di materiali laterizi che probabilmente doveva rifornire Roma, anche se è stato rinvenuto molto materiale statoniense, amerino e ortano narniense. Diversi materiali d'epoca imperiale sono stati ritrovati a Grappignano, in un'area interessata da cavità e cunicoli ora parzialmente chiusa, chiamata "A Grotte der Djavolu".

### Età medievale
A Grappignano nella parte sud del pianoro sopra descritto si possono ancora ammirare i resti di una struttura fortificata medioevale di carattere difensivo e di controllo delle vie di comunicazione del Gualdo.
Costruita su preesistenti mura romane, costituita nella parte nord da una torre subito sopra il fossato che taglia in due il pianoro, dove si possono notare ancora le feritoie difensive e il torrione
che insiste verso la valle del torrente l'Aia, circoscritto da rupi, speroni tufacei e pendii sostenuti da sostruzioni, che nascondono cisterne, cunicoli e cavità.
Le prime citazioni Medioevali lo riportano con il nome di Carpinianum, faceva parte del Gastaldato di Cicinianus, con Thoccia, Fianello e la villa di Agrippa a Montebuono, appartenenti al Ducato di Spoleto.
Con l'estensione del potere del monastero Longobardo di Farfa ne divenne feudo, si ha notizia che un certo Gualperto chiede a Farfa che gli vengano dati in uso i beni da lui donati precedentemente, siti in Fianello e Carpiniano.
In un passo del Chronicon 33 p. 46 scritto tra il 972 e il 1000 dal monaco Benedetto del Soratte del monastero di Sant'Andrea in Flumine lungo la via Tiberina ai piedi del Soratte nella Valle del Tevere, sulla zona di Grappignano si legge:
« Fundum Antiscanis, vinealis petite sex, toti in massa de Tocie petite de tera hubi dicutur a Saline, tres petite de terra a fundum Antiscanu a Monumento usque ad ripam castri Summa Villa, fundum Antiquum cum aliis nominibus integro, fundum Casali hubi est ecclesia Sancti Valentini, cum fundu Carpiniano, fundum Musiniano cum omnia sua adiacentia ».
Cioè: « sei pezze di terra del fondo Antiscano, tutte le pezze de terra nella Massa di Toccia dove si chiama Salina, tre pezze di terra del fondo Antiscano dal Monumento sino alla ripa sotto il castello di Poggio Sommavilla, il fondo Antico per intero con tutti i suoi vocaboli con il Casale ove è la chiesa di San Valentino, il fondo di Grappignano e il fondo Musiniano con tutte le sue adiacense ».
Fece parte della septimiliana, dopo il 1000 passo feudo del monastero di Farfa.
Nei primi decenni dell'XI secolo Giovanni Arduino occupa infeudandosi Toccia e Grappignano: è noto che esistesse una chiesa dedicata a San Giovanni, ma presto ritorna alla septimiliana farfense.
Nel 1193 fu dato feudo da papa Celestino III, Giacinto dei Boboni, all'Abbazia di Sant'Andrea in Flumine del Soratte, fu feudo dei Taddellini, fu occupato da Magliano nel 1283 insieme a Toccia e Poggio Sommavilla in un periodo di lotte fra Guelfi e Ghibellini e di forti mire espansionistiche nella Valle del Tevere, del libero comune di Narni.
Nel 1302 fu infeudato da Napoleone Orsini insieme a Toccia e Poggio Sommavilla, la chiesa fu dedicata a San Nicola, nel 1344 morto Napoleone Orsini fu concesso insieme a Foglia, Poggio Sommavilla, Vacone, Rocchette di Gallese agli eredi Orsini.
Quando anche Collevecchio fu fatto feudo degli Orsini nel 1368 Grappignano dipese da esso, venne menzionato per l'ultima volta nel 1416 come prelevante 15 rubbie di sale nel liber secunde imposite salis et focatici.

## Geologia

### Cava di Tufo di Grappignano
All'interno dell'area archeologica di Grappignano, su un costone tufaceo verso la valle dell'Aia sulla strada che dalla Localita' "Mola de u Bucone" va a "Capu L'Aia" la confluenza del torrente L'Aia nel Tevere, si trova l'antica Cava di Tufo di Grappignano, dove venivano estratti i blocchi di Tufo che sono stati utilizzati per la costruzione del centro storico di Poggio Sommavilla, Collevecchio, Cicignano, e delle abitazioni dei territori circostanti. La cava è stata attiva fino agli inizi del novecento, il materiale tufaceo lavorato a mano, veniva trasportato mediante carretti a trazione animale, come per la pozzolana estratta tra Ponte del Peccato e Grappignano.